# Doug Butler
Pour les articles homonymes, voir Butler.
Doug Butler (né le 17 juin 1957 à Souris, dans la province du Manitoba au Canada) est un joueur professionnel canadien de hockey sur glace.

## Statistiques
| Saison    | Équipe                   | Ligue |    | Saison régulière | Saison régulière | Saison régulière | Saison régulière | Saison régulière |   | Séries éliminatoires | Séries éliminatoires | Séries éliminatoires | Séries éliminatoires | Séries éliminatoires |
| Saison    | Équipe                   | Ligue | PJ | B                | A                | Pts              | Pun              | PJ               | B | A                    | Pts                  | Pun                  |                      |                      |
| 1975-1976 | Billikens de Saint-Louis | NCAA  | 41 | 3                | 21               | 24               | 32               |                  |   |                      |                      |                      |                      |                      |
| 1976-1977 | Billikens de Saint-Louis | NCAA  | 38 | 9                | 21               | 30               | 48               |                  |   |                      |                      |                      |                      |                      |
| 1977-1978 | Billikens de Saint-Louis | NCAA  | 38 | 5                | 14               | 19               | 40               |                  |   |                      |                      |                      |                      |                      |
| 1978-1979 | Billikens de Saint-Louis | NCAA  | 35 | 9                | 13               | 22               | 62               |                  |   |                      |                      |                      |                      |                      |
| 1978-1979 | Americans de Rochester   | LAH   | 7  | 1                | 2                | 3                | 0                |                  |   |                      |                      |                      |                      |                      |
| 1979-1980 | Dusters de Binghamton    | LAH   | 80 | 6                | 5                | 11               | 74               |                  |   |                      |                      |                      |                      |                      |
| 1980-1981 | Indians de Springfield   | LAH   | 68 | 3                | 22               | 25               | 63               | 3                | 0 | 0                    | 0                    | 2                    |                      |                      |

## Trophées et honneurs personnels
- Nommé dans la seconde équipe d'étoiles de la Central Collegiate Hockey Association en 1977, 1978 et 1979